# Hippodes vicarius
Hippodes vicarius är en insektsart som beskrevs av Karsch 1890. Hippodes vicarius ingår i släktet Hippodes och familjen torngräshoppor. Inga underarter finns listade i Catalogue of Life.